# Korois biskopskyrka
Korois biskopskyrka är idag en ruin. Grundstenarna till två eller tre kyrkor från 1200-talet till första hälften av 1400-talet kan ses på området tillsammans med andra rester av en anläggning för biskopen i Åbo.

## Frånmissionsstifttill reguljärtstift
Under 1200-talet omorganiserades den kyrkliga verksamheten i Finland. Missionstidens biskopar sökte sig en fast punkt för sin verksamhet och den fann man med påvligt tillstånd av år 1229 i Korois, udden mellan Lillån i Räntämäki och Aura å. Före biskopens anläggning fanns där ett kristet järnålderssamhälle med egen bykyrka och begravningsplats.

## Arkeologiska utgrävningar

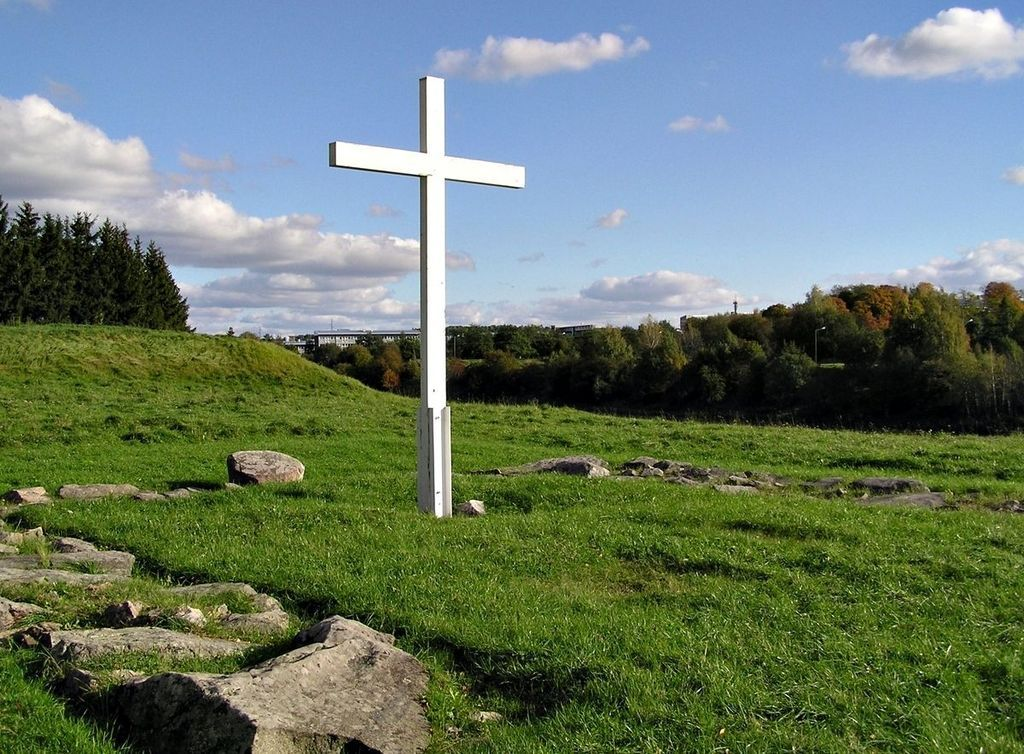
Grunden till biskopskyrkan på Korois udden

Utgrävningarna i Korois inleddes 1898 och 1899 under två korta säsonger då endast ytlagret berördes. Ledare för fältarbetet var Hjalmar Appelgren-Kivalo. År 1900 fortsatte utgrävningarna under Juhani Rinnes ledning och då fann man en stor stenfot som såg ut att fortsätta västerut. Sommaren 1901 och 1902 fortsatte Rinne utgrävningarna och han kunde till sin överraskning konstatera att de hade hittat grunden till en kyrka. De äldsta historieskrivarnas uppfattning att den första biskopskyrkan var den medeltida kyrkan i Räntämäki fick nu stryka på foten. Appelgrens fynd förtecknades inte och fynden överlag förde till olika ställen liksom anteckningarna från utgrävningarna. Först på 1970-talet förenades hela materialet på nytt.

### Den äldre träkyrkan
Den första biskopskyrkan byggdes så att den i sitt sydvästra hörn innefattade det som man tror har varit en äldre bykyrka på 75 kvm. Biskopskyrkans långhus var 10,5 m brett och 16 eller 20 m långt. I öster fanns ett kor med måtten 4,5 x 4,5 m. I koret fann man en i tegel murad grav men gravens innehåll gav inga ledtrådar till den döde annat än genom det förnäma läget. Väster om graven och ute i långhuset står fundamentet till kyrkans altare och i kyrkans västra ände men också i kyrkans mittlinje ett fundament som antas vara avsett för dopfunten. Kyrkans syddörr skulle då ha varit belägen rakt söder om denna. En murad dubbelgrav som inte ligger i långhusets mittlinje hittades nära dopfunten och verkar av fynden att döma vara en släktgrav. En grav i långhuset från slutet av 1200-talet innehöll en kalk av vax och har tolkats som en prästgrav. Myntfynden tyder på att kyrkobyggnaden uppfördes på 1200-talet och förstördes genom en eldsvåda i början av 1300-talet, möjligen vid novgorodernas angrepp 1318. Kyrkan har haft glasfönster, åtminstone i slutskedet då glasfragmenten är från tiden omkring 1300.

### Den yngre träkyrkan
Efter den första kyrkans förstöring, kanske så sent som på 1340-talet uppfördes en ny träkyrka som i praktiken var en utvidgning av den äldre kyrkan i norr och öster. Den yngre kyrkans långhus var 14,5 m brett och 27,5 m långt och hade ett litet kor i långhusets nya mittlinje. I koret fanns en i tegel murad grav och den avlidne hade fått med sig en kalk och en paten i tenn från 1200-talet. Läget och föremålen tyder på att graven har anlagts för en biskop men vilken biskop det handlar om kan inte sägas med bestämdhet. Norr om kyrkans långskepp har under 1300-talet byggts en dräneringskanal av tegel som för regnvattnet till Lillån i nordlig och västlig riktning. I den östra delen av långhuset saknas gravar vilket kan bero på att förstöringen av gravarna har varit snabbast där. Myntfynden i den yngre kyrkan härstammar från 1340 till 1380 och motsvarar kyrkans troliga användningstid. Kyrkan förstördes möjligen vid vitalianernas angrepp på Åbo år 1396.

## Tiden efter förstöringen
Den yngre träkyrkans kor ersattes av ett kor som byggdes i sten. Dess bredd medger också tolkningen att det bildar en östvägg i ett tilltänkt långhus. Bygget kom igång ca 1400 men avbröts troligen till följd av att uddens sydvästra hörn rasade och att marken vid platåns södra sida gav efter. Utöver kyrkogrunderna finns också ett gravfält under kyrkorna och norr om dem. Gravområdet omfattar minst 800 kvm och har använts från slutet av järnåldern till början av 1400-talet.

### Övrig litteratur
- Harjapää, M: Koroisten piispankirkon rakenne 1200-luvun lopulla. Kriittinen tietokonerekonstruktio (Korois biskopskyrkas struktur i slutet av 1200-talet. En kritisk digital rekonstruktion), Faravid 18–19, 1996, s. 55–65